# Delta du Rhin (lac de Constance)
Le delta du Rhin du lac de Constance est le delta fluvial situé sur la rive sud-est du lac, que le Rhin alpin a formé dans l’ancien domaine lacustre. Il se trouve en grande partie dans la région autrichienne du Vorarlberg, ainsi que dans le canton suisse de Saint-Gall. Les deux presqu’îles du lac s’appellent « La pointe du Rhin » (Rheinspitz) à l’ouest et « la pointe du Rohr » (Rohrspitz) à l’est.
Le delta du Rhin alpin forme un delta commun avec le delta du Dornbirner Ach et du Bregenzer Ach qui le rejoignent à l’est.

## Histoire
Après le retrait du glacier du Rhin à la fin de la glaciation Riss, le lac de Constance, qui s’étendait plus au sud, s’est formé. Dans le même temps a commencé la formation du delta à l’embouchure du Rhin alpin. Ce processus dure jusqu’à aujourd’hui et mènera dans plusieurs milliers d’années au comblement complet du lac par des dépôts alluvionnaires.
Avec l’édification de la digue (1956-1963), l’abaissement du niveau de l’eau grâce aux pompes et au défrichage, des surfaces proches du lac ont pu être cultivées. Les défenseurs des digues voyaient dans l’ouvrage le moyen de cultiver plus et ses détracteurs pointaient du doigt les conséquences néfastes pour la vie du lac. Ils demandèrent à faire d’une partie des prairies humides un parc naturel pour maintenir la diversité animale et végétale.

### Histoire du parc naturel
Le delta du Rhin est la plus grande réserve naturelle à biotope humide du lac de Constance. Il englobe 2 000 hectares de surfaces protégées. C’est une escale pour les oiseaux migrateurs. 330 espèces ont pu être observées. En Vorarlberg, c’est un domaine Natura 2000 depuis 2003 (habitat de la faune et de la flore, protection des oiseaux) et un site Ramsar (selon la Convention relative aux zones humides d'importance internationale particulièrement comme habitats des oiseaux d'eau) depuis le 16 décembre 1982.

## Faune et flore

### Faune
La variété d'oiseaux qui habitent le parc naturel contribue de manière significative à cette importance écologique. À ce jour, plus de 300 espèces d'oiseaux ont été observées, ce qui rend le parc naturel du delta du Rhin populaire parmi les ornithologues et les amateurs d'observation ornithologique (Birdwatching),. Les eaux peu profondes et les zones de limon sont d'importants lieux de repos et de reproduction ainsi que des lieux de nourriture pour les oiseaux aquatiques et les échassiers. De nombreuses espèces rares et menacées se reproduisent dans les quelque 2 000 hectares de prairies humides, de roselières et de forêt riveraine (ripisylve).
Le delta du Rhin est également un habitat idéal pour de nombreux amphibiens. Jusqu'à présent, neuf espèces et une forme hybride (la grenouille comestible) ont été identifiées dans cette zone. Les grandes populations de grenouilles d'eau sont remarquables. Les Rainettes vertes et les Tritons crêtés se trouvent également localement en nombre considérable. De plus, cinq espèces de reptiles indigènes vivent dans la région. En 2006, le lézard des murailles a été détecté pour la première fois à l'embouchure du Rhin. Le lézard des murailles est une espèce de lézard qui aime la chaleur et dont la population se concentre en Méditerranée. Ils se sont vraisemblablement installés dans le Vorarlberg après y avoir été introduits.
Bien que principalement connu pour sa faune aviaire, le delta du Rhin est également un habitat important pour les mammifères, en particulier pour les petits mammifères. La Musaraigne couronnée et la Musaraigne musette, entre autres, se trouvent dans la région et se concentrent uniquement dans la vallée du Rhin alpin (Alpenrheintal en allemand) en Autriche. Jusqu'à présent, quatre espèces de chauves-souris ont été détectées de manière fiable. Le castor a été éradiqué dans le Vorarlberg en 1686 en raison de sa fourrure et de son utilisation comme repas de jeûne. En 2006, des traces de castor ont été découvertes sur le Vieux Rhin pour la première fois depuis plus de 300 ans. Entre-temps, le castor s'est propagé et a déjà peuplé plusieurs étendues d'eau de la vallée du Rhin.

### Flore
Bien que la superficie terrestre ne représente qu'environ un tiers de la réserve naturelle de plus de 2 000 hectares, le delta du Rhin offre un habitat à de nombreuses espèces végétales. Les forêts riveraines, les prairies éparses, les roselières et les herbiers sont les habitats ruraux les plus précieux sur le plan écologique. Les grandes zones d'eau plate et les emplacements spéciaux tels que les barrages et les zones rudérales augmentent la biodiversité.
Jusqu'à présent, environ 600 plantes à fleurs et fougères ont été détectées, avec plusieurs espèces menacées dans toute l'Autriche ou en Europe centrale. 33 espèces de la région sont considérées comme perdues ou ont disparu. Il s'agit, par exemple, de la roue hydraulique, une plante aquatique carnivore, dont la rareté a autrefois conduit Ferdinand Ier de Bulgarie dans le delta du Rhin à plusieurs reprises. Le déclin des espèces est principalement causé par le drainage, l'utilisation intensive des terres et l'ingénierie fluviale. Cependant, il existe également un certain nombre de nouvelles espèces dans la flore du delta du Rhin, en particulier d'Amérique et d'Asie, qui habitent principalement des sites artificiels tels que les barrages du Rhin.

## Tourisme

### La maison du delta du Rhin ("Rheindeltahaus")
Le Rheindeltahaus est le point d'information et la station de conservation de la réserve naturelle. Les visiteurs peuvent recueillir des informations sur les excursions. C'est un espace de recherche, de travail administratif ainsi que de travail de sensibilisation du public. De plus, il y a des expositions temporaires sur le delta du Rhin,.
La maison en bois de sapin a été conçue par le cabinet d'architecture HK Architekten, connu pour ses bâtiments publics en bois dans tout le Vorarlberg. Le Rheindeltahaus a été achevé en 1998. Compte tenu des risques d'inondation de son emplacement à Fussach, la maison est construite sur pilotis. Grâce à un système photovoltaïque et un système de récupération de chaleur, la maison est une construction à basse consommation énergétique,.

### Parcours cycliste
Le parcours du delta du Rhin convient aussi bien aux cyclistes sportifs qu'aux cyclistes occasionnels. L'itinéraire est long d'environ 47,4 km et n'a que peu de reliefs. Tout au long du parcours au bord du Vieux Rhin et sur les rives du lac de Constance, il existe des zones de baignade,.

### Lagon

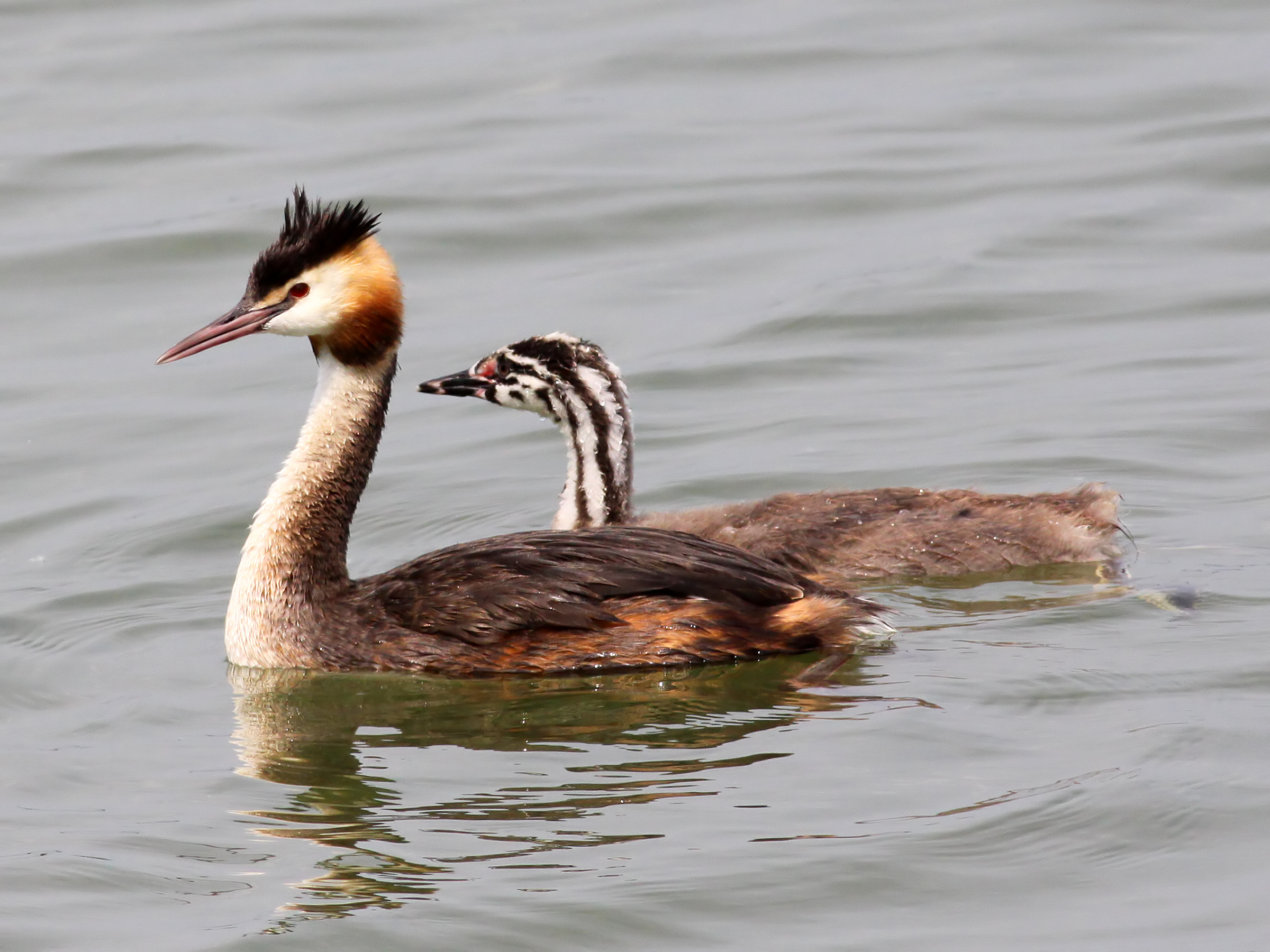
Grèbe huppé dans le delta du rhin

Le tour du lagon dans le delta du Rhin, le long du barrage, offre une vue sur le lac de Constance, et en particulier sur l'île de Lindau. L'itinéraire de 4,7 km et autour d'une heure et demi, part de l'estuaire du Rhin et passe par Fußach où se situe le lagon.

### Observation d'oiseaux
Avec plus de 340 espèces recensées (jusqu'en 2002), le delta du Rhin est un parc naturel apprécié des ornithologues. C'est une zone bien connue pour repérer les raretés, en particulier les échassiers. Depuis 1982, c'est une zone importante pour la conservation des oiseaux.
L'application BirdsClub, une application créée pour l'espace rhénan, aidera les ornithologues amateurs à identifier les oiseaux aperçus.